# Kulturflatrate
Die Kulturflatrate ist ein Konzept für eine Pauschalabgabe, die an die Rechteinhaber digitaler Inhalte verteilt werden soll. Im Gegenzug soll dafür die öffentliche Verbreitung digitaler Kopien, beispielsweise in Filesharing-Netzwerken, zum privaten Gebrauch, legalisiert werden.
Zur Umsetzung müsste nicht nur das (deutsche) Urheberrechtsgesetz geändert werden, sondern auch das Urheberrecht der europäischen Union sowie diverse internationale völkerrechtliche Verträge. Dabei geht es insbesondere um digitale Inhalte, die konsumiert werden, wie Bilder, Texte, Spiele und Filme. Unternehmenssoftware gehört in der Regel nicht zu solchen Kulturgütern, wobei hier die Grenze schwierig zu ziehen ist, da Programme wie Microsoft Office und Photoshop sowohl in Großkonzernen als auch in der Freizeit benutzt werden.

## Hintergrund
Durch die Verfügbarkeit des Internets und der Möglichkeit verlustarmer Datenkompression ist es üblich geworden, digitale Inhalte – wie Musik, Filme, Zeitungen, Zeitschriften, Bücher, Bilder – zwischen Nutzern zu tauschen, die zumeist in keinem persönlichen Verhältnis zueinander stehen. Hierbei handelt es sich nach dem Urheberrecht um eine Handlung, welche die Zustimmung des Rechteinhabers erfordert, und ohne diese Zustimmung rechtswidrig ist. Hierdurch machen sich die Vervielfältiger und Verbreiter strafbar und verursachen Einnahmeeinbußen der Rechteinhaber, wenn die Konsumenten die urheberrechtlich geschützten Erzeugnisse ansonsten gekauft hätten.
Bewegungen, die sich für Internetfreiheit einsetzen, argumentieren in diesem Zusammenhang, dass dieses Tauschen aus technischen Gründen wie effektiven Anonymisierungstechniken im Internet ohne eine mehr oder weniger totale Überwachung nicht zu verhindern sei. Es wird daher nach alternativen Konzepten zum Urheberrecht gesucht, um werkschaffenden Personen dennoch eine gerechte Bezahlung zu gewährleisten.
Ein weiteres Argument für die Kulturflatrate ist die künstliche Verknappung von immateriellen Gütern, die durch das Urheberrecht entsteht. Anbieter wie Spotify oder Netflix versuchen, für Konsumenten bereits der Kulturflatrate ähnliche Angebote zu machen, sodass Konsumenten kaum eine künstliche Verknappung bemerken sollten. In der Praxis ist es jedoch für kleine unabhängige Künstler mit begrenzten Budgets fast unmöglich, in diese Portale überhaupt aufgenommen zu werden. Mehrere etablierte Künstler halten Streaming-Dienste für unrentabel und haben ihre Songs von den entsprechenden Plattformen wieder entfernen lassen. Der Kunde findet daher vielfach einen völlig unvollständigen Katalog vor.
Die Idee der Kulturflatrate ist nun, einerseits diese alltäglich stattfindenden Kopierhandlungen zu legalisieren und zweitens eine Gebühr zu erheben, die an die Rechteinhaber ausgeschüttet wird – als Kompensation für die Nutzung ihrer Werke.
Für das Modell der Kulturflatrate wurde am 5. Mai 2006 ein Preis in der Sparte "Online" des Alternativen Medienpreises vergeben.
Diese Idee lehnt sich an das Prinzip der Privatkopie und der damit verbundenen Pauschalabgabe an. Diese wird in Deutschland bereits seit den 1960er Jahren auf Leerkassetten, CD- und DVD-Rohlinge, sowie auf die entsprechenden Rekorder erhoben.
Entstanden ist die Idee der Kulturflatrate auch auf Grund von Kritik an der momentan gängigen DRM-Praxis und der damit verbundenen Kontrolle der Nutzer. Bei dieser kann sich der Konsument Werke von einem legalen Anbieter herunterladen, wird aber durch technische Maßnahmen an der vom Rechteinhaber nicht erwünschten Weiterverbreitung, aber auch an der legitimen Nutzungen und Erstellung einer Privatkopie gehindert. Überlegungen von Organisationen wie der TCPA oder deren Nachfolger der Trusted Computing Group gingen auch dahin, Computer gegen Kopierschutzumgehungen immun zu machen. Anderseits setzen DRM-Systeme wie Marlin darauf, mit möglichst vielen Geräten kompatibel zu sein und auch Privatkopien zu ermöglichen. DRM könnte aber für eine Kulturflatrate nützlich sein, da DRM-Systeme durch Überwachung verlässlichere Statistiken über das Nutzungsverhalten ermöglichen. Allerdings könnten DRM-Systeme bei einer Legalisierung des Filesharings von Kulturmedien nicht greifen und so dem Konzept der Kulturflatrate grundlegend widersprechen.

## Konzept der Durchführung
Je nach Konzept soll die Pauschalabgabe für jeden Nutzer des Internets oder für jeden Anschluss abgeführt werden. Bei der Zahlung pro Internetanschluss sehen einige Konzepte die Zahlung über den jeweiligen Internetprovider vor, welcher den Anschluss zur Verfügung stellt.
Die Summe aller Beträge aus der Pauschalabgabe der Kulturflatrate wird dann an die Rechteinhaber verteilt. Grundlage der Verteilung könnte dabei sein, wie oft das jeweilige Werk genutzt wird. Dies könnte näherungsweise über Download-Zahlen oder die Beobachtung einer Stichprobe der Bevölkerung erfasst werden. Befürworter der Kultur-Flatrate erwarten, dass durch diese einfachere und detailliertere Erfassung eine, im Vergleich zur aktuellen Datenerhebung durch die GEMA, exaktere und damit gerechtere Verteilung ermöglicht wird. Um das System auch für die andere Seite, die Benutzer, gerechter zu gestalten, gibt es die Idee, eine Staffelung des Beitrags je nach Geschwindigkeit des Onlinezugangs und Art der Abrechnung (Zeittarif/Volumentarif/Flatrate) einzuteilen.

### Zwangsabgabe
Hauptkritikpunkt an diesem Modell ist die Verpflichtung aller Benutzer von Breitbandzugängen, diese Abgabe zu zahlen, selbst wenn sie keine geschützten Inhalte beziehen wollen. Teilweise existieren allerdings auch heute schon Pauschalabgaben zu Gunsten der GEMA, etwa beim Kauf von Leermedien wie CDs, die mit Einführung einer Kulturflatrate entfallen könnten.

### Betrugsgefahr
Kritiker sehen bei der Bestimmung des Verteilungsschlüssels zudem eine Betrugsgefahr durch manipulierte Statistiken – gerade anonyme Verfahren sind anfällig für eine Verzerrung des Bildes des Konsumverhaltens, beispielsweise durch massenhafte Downloads der eigenen Inhalte oder starkes Bewerben von Dateien, die dann offensichtlich unbrauchbares Material enthalten, nur um durch die Klicks an Geld zu kommen (Clickbaiting). Es existiert keine technische Lösung, die Anonymität und Betrugssicherheit gewährleisten könnte.
Das Problem der Manipulierbarkeit existiert zwar auch beim althergebrachten Modell zum Beispiel durch fingierte CD-Massenkäufe; bei einer Kulturflatrate würde sich das Phänomen jedoch nicht nur auf große Plattenfirmen/Verlage beschränken, sondern fast jede Privatperson wäre in der Lage, das System zu manipulieren.

### Verwaltungsaufwand
Ein weiterer Aspekt ist der große Verwaltungsaufwand: Damit eine einigermaßen gerechte Verteilung möglich wäre, müsste eine sehr große Datenbasis erfasst werden, um dann anteilig das Geld an die Künstler weiterzugeben. Ansätze zur Erstellung derartiger Statistiken bieten derzeit Dienste wie BigChampagne. Vorgeschlagen wird auch, auf die bestehende Infrastruktur der GEMA aufzusetzen.
Der Einzug der Konsumentenabgabe wiederum könnte vergleichsweise leicht über die Internet Service Provider, also die den Internetanschluss bereitstellenden Telekommunikationsunternehmen, abgewickelt werden. Diese haben ohnehin alle notwendigen Kundendaten vorliegen, so dass keine gesonderte Verwaltungsinfrastruktur aufgebaut werden müsste.

### Datenschutz
Da die Festlegung der Anteile der einzelnen Künstler eine Erfassung des Nutzungsverhaltens erfordert, bestehen darüber hinaus datenschutzrechtliche Bedenken. So könnten die gesammelten personen- bzw. gruppenbezogenen Daten missbräuchlich verwendet werden, falls die Daten an zentraler Stelle erfasst würden.

## Beispiele
Die Regierung der Isle of Man will eine Kulturflatrate erproben. Der Chaos Computer Club schlägt die Variante der Kulturwertmark zur Umsetzung vor.